# Zdzisław Wiktor
Zdzisław Wiktor (ur. 11 kwietnia 1911 w Kulikowie, zm. 18 stycznia 1970 we Wrocławiu) – polski lekarz, historyk medycyny i wykładowca akademicki.

## Życiorys
Urodził się 11 kwietnia 1911 r. w Kulikowie w powiecie żółkiewskim Galicji. Był synem urzędnika Jana Wiktora i Marii z domu Rzepeckiej, która pochodziła z rodziny ziemiańskiej. W 1928 r. został komendantem pierwszej drużyny harcerzy w Żółkwi, a w następnym roku ukończył gimnazjum humanistyczne im. Hetmana Żółkiewskiego w Żółkwi. Decyzją ojca został wysłany na roczną służbę wojskową do Centrum Wyszkolenia Łączności w Zegrzu, a w 1936 r. uzyskał patent oficerski oraz przydział do 5 batalionu telegraficznego. Po maturze podjął studia lekarskie na Uniwersytecie Jagiellońskim w Krakowie. Jako student trzeciego roku zatrudnił się w Zakładzie Historii Medycyny UJ jako wolontariusz. W 1936 r. ukończył studia i dwa lata później uzyskał dyplom, po czym do 1939 r. był asystentem w macierzystym zakładzie i pracował w szpitalu Ubezpieczalni Społecznej św. Łazarza w Krakowie. Odbył także kurs mikrobiologii lekarskiej w Państwowym Zakładzie Higieny u prof. Ludwika Hirszfelda.
W czasie kampanii wrześniowej II wojny światowej walczył w składzie 2 Brygady Górskiej początkowo jako dowódca kompanii łączności, a w późniejszej części walk służył jako lekarz wojskowy. Po bitwie pod Brzuchowicami przez cały dzień leżał wśród zabitych, czekając na przejście niemieckiej piechoty, po czym ruszył pieszo w kierunku Lwowa, gdzie mieszkała jego dalsza rodzina, a potem wrócił do Krakowa. Podczas niemieckiej okupacji pracował w różnych przychodniach i szpitalach, po odejściu w maju 1940 r. ze szpitala Ubezpieczalni Społecznej w Krakowie osiadł w Grybowie jako lekarz ogólny w przychodni PCK. Często jeździł na wizyty do żołnierzy miejscowego oddziału Armii Krajowej, a później Batalionów Chłopskich. Z powodu donosu o współdziałanie z oddziałami partyzanckimi musiał w 1943 r. opuścić Grybów i na ponad rok wrócił do pracy w szpitalu Ubezpieczalni Społecznej w Krakowie. Wrócił do Grybowa w sierpniu 1944 r., po częściowej ewakuacji władz niemieckich, przyjmując posadę lekarza miejskiego i okręgowego.
W 1945 r. doktoryzował się u prof. Władysława Szumowskiego na Uniwersytecie Jagiellońskim. W latach 1946–1949 był adiunktem w Zakładzie Historii Medycyny na Uniwersytecie Wrocławskim i prowadził w zastępstwie wykłady z historii medycyny, a także pracował w szpitalu Ubezpieczalni Społecznej we Wrocławiu. Po przekształceniu wydziału w 1950 roku w Akademię Medyczną pracował na niej do końca życia. W 1955 r. otrzymał tytuł profesora nadzwyczajnego i stanowisko kierownika III B kliniki Chorób Wewnętrznych, która w 1958 r. została przekształcona w pierwszą w Polsce Klinikę Nefrologii. Od 1966 r. łączył tę posadę z funkcją kierownika katedry. W latach 1950–1958 kierował Biblioteką Główną Akademii Medycznej. Na uczelni prowadził zajęcia z interny, nefrologii i od 1956 r. ponownie z historii medycyny, a od 1963 roku także seminaria doktoranckie z historii medycyny. Na przełomie 1958 i 1959 r. wyjechał na wyjazd studyjny do Upsali, Kopenhagi i Fryburga, by zapoznać się z postępami w nefrologii, a w 1960 r. został konsultantem wojewódzkim w Opolu w dziedzinie interny. W tym samym czasie w uzdrowisku w Cieplicach Śląskich stworzył oddział balneologii ukierunkowany na leczenie chorób nerkowych. W latach 1962–1965 był prorektorem AM we Wrocławiu.
Specjalizował się w chorobach wewnętrznych, w szczególności nefrologii, a ponadto balneologii, epidemiologii i higienie lekarskiej. Ponadto zajmował się przez całą karierę także historią medycyny, był także pierwszym historiografem Akademii Medycznej we Wrocławiu. Badaniom nad życiem i działalnością naukową Jana Mikulicza-Radeckiego poświęcił swoją rozprawę habilitacyjną.

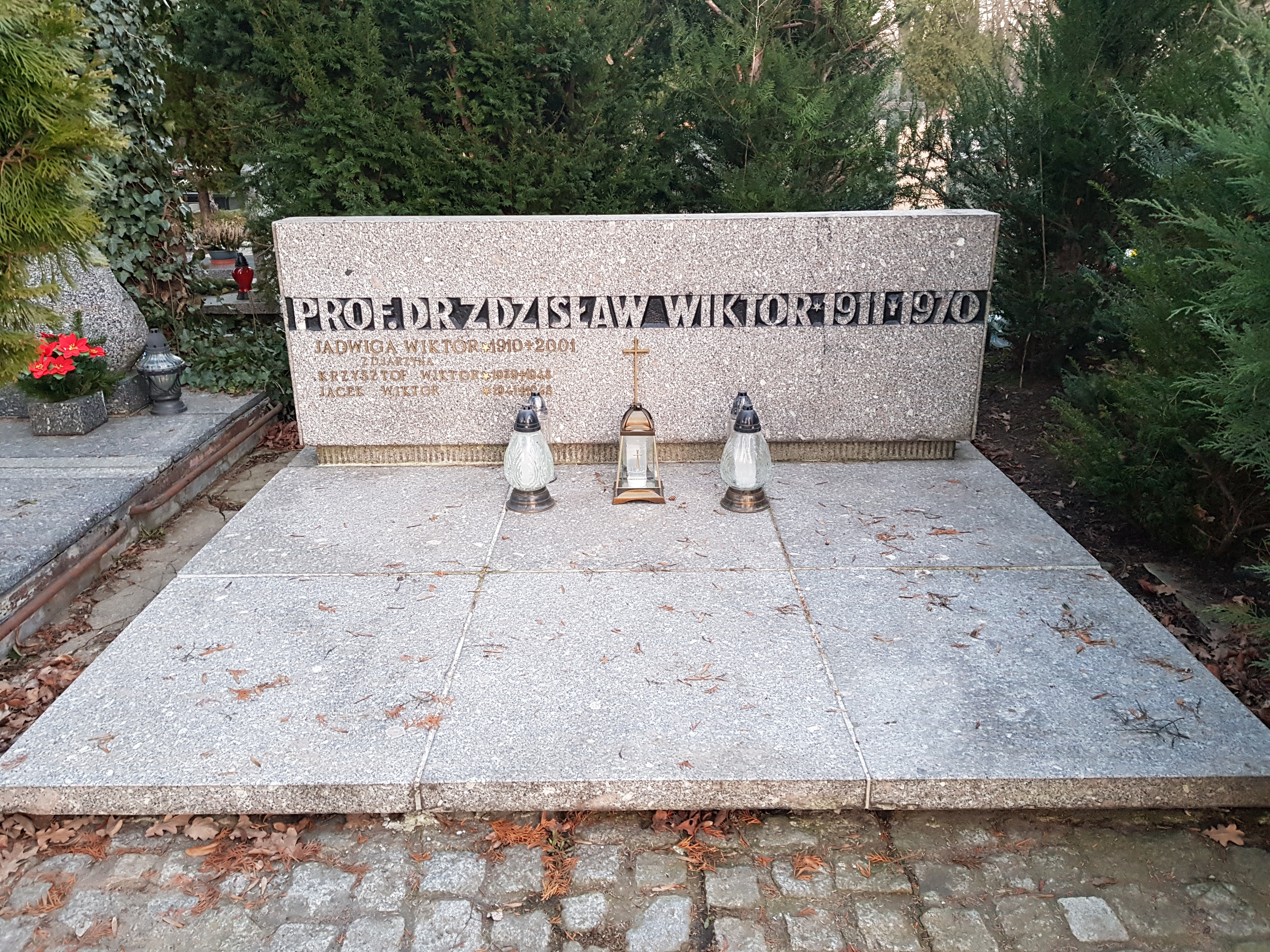
Grób Zdzisława Wiktora na cmentarzu św. Wawrzyńca we Wrocławiu

Od 1938 r. żonaty z Jadwigą Jarzyną, absolwentką Studium Wychowania Fizycznego UJ. Zmarł 18 stycznia 1970 r. we Wrocławiu i został pochowany na cmentarzu św. Wawrzyńca.